# Fergana (provins)
Provinsen Ferghana (Uzbekiska: Fargone Viloyat) är en av de 12 provinserna i Uzbekistan. Dess administrativa huvudstad är Fergana. 
Provinsen har ett invånarantal på 2 597 500 (2005) och omfattar 6 800 km². Den gränsar i norr av provinserna Namangan och Andizjan, söder och väster av Kirgizistan och Tadzjikistan.

## Distrikt
Provinsen är indelad i 15 administrativa tuman (distrikt): 
- Altyariq
- Baghdad
- Beshariq
- Buvayda
- Dangara
- Fergana
- Furqat
- Okhunboboev
- Quva
- Rishton
- Sokh
- Tashlaq
- Uchkuprik
- Uzbekistan
- Yazyavan